# Queen's Club Championships 2002
Queen's Club Championships 2002 — тенісний турнір, що проходив на трав'яних кортах  у Лондоні, Велика Британія з 10 червня . Належав до категорії ATP International Series.

## Фінальна частина

### Одиночний розряд
Ллейтон Г'юїтт —  Тім Генман 4–6, 6–1, 6–4

### Парний розряд
Вейн Блек /  Кевін Ульєтт —  Магеш Бгупаті /  Максим Мирний 7–5, 6–3